# Muratove, Rozdilna
Muratove (în ucraineană Муратове) este un sat în comuna Velîka Mîhailivka din raionul Rozdilna, regiunea Odesa, Ucraina.

## Demografie
Componența lingvistică a localității Muratove
     Ucraineană (63,33%)
     Rusă (26,67%)
     Bulgară (6,67%)
     Română (3,33%)
Conform recensământului din 2001, majoritatea populației localității Muratove era vorbitoare de ucraineană (63,33%), existând în minoritate și vorbitori de rusă (26,67%), bulgară (6,67%) și română (3,33%).